# Lycos
Lycos är ett multinationellt företag specialiserat på internettjänster. Företaget har sitt huvudkontor i Waltham, Massachusetts, och är ett dotterbolag till Kakao. Några av de tjänster de tillhandahåller är Tripod, Angelfire och Hotbot. 
I Europa representeras man av det självständiga bolaget Lycos Europe vars ägare är Terra Lycos och Bertelsmann. Mellan 2000 och 2006 var man ägare till svenska Spray.